# Tabrisi
Faḍl ibn Ḥasan al-Ṭabrisī (o Ṭabarsī), (in arabo فضل بن حسن الطبرسي‎?), noto come Shaykh Ṭabrisī (1077 – Sabzawar, 26 febbraio 1154), è stato un letterato arabo sciita.

## Biografia
Non è chiaro il luogo della sua nascita: alcuni dicono che nacque nel 470 dell'Egira (1077-78) nella regione persiana del Tabaristan (attuale Mazandaran), altri invece dicono a Ṭabris (Ṭabrish), cittadina persiana tra Qāshān e Iṣfahān.

Visse a Mashhad, in Khorasan, poi si trasferì nella città di Sabzawār, nell'anno 523 del calendario lunare islamico, ove scrisse la sua opera più famosa: l'esegesi del Corano Kitāb majmaʿ al-Bayān fī ʿulūm al-Qurʾān. Tornò poi a Mashhad ove alcuni pensano sia morto, all'età di circa novanta anni, e fu seppellito comunque a Mashhad nell'anno 548 dell'Egira.
Era esperto in varie scienze islamiche e non-islamiche quali la grammatica araba, l'esegesi coranica, il diritto islamico, la matematica e l'algebra. Nell'opera Majmaʿ al-Bayān egli ribadisce, a scanso di equivoci, l'opinione prevalente sciita riguardo all'autenticità del Corano, spesso fonte di controversie tra alcuni sunniti e orientalisti dichiarando:
“Vi è consenso [tra i sapienti sciiti] che non vi è nessuna aggiunta [nel Corano]. Riguardo a [presunte] parti mancanti, un gruppo di nostri associati e un gruppo della setta Hashawiyya tra i non-sciiti, hanno creduto nell'alterazione del Corano e [che in esso] vi siano parti mancanti. È comunque la valida opinione della scuola dei nostri associati che ritiene il contrario [ossia che nel Corano non vi è nessuna alterazione o parte mancante]” (Majmaʿ al-Bayān, vol. 1, p. 15).
Oltre al Majmaʿ al-Bayān, scrisse altre libri di esegesi coranica, come il Jawāmiʿ al-Jamiʿ (detto anche Tafsīr al-wasīṭ) e l'al-Kāfī al-shāfī min kitāb al-Kashshāf (sintesi del tafsīr di Zamakhshari), chiamato anche Kitāb al-wajīz, che purtroppo non ci è pervenuto. 
Scrisse anche il Tāj al-mawālīd, una biografia sul Profeta, sua figlia Fāṭima e gli Imam della Shīʿa.
Suo figlio, Ḥasan ibn Faḍl al-Ṭabrisī, fu autore di un'altra celebre opera sulle tradizioni del profeta Maometto e dell'Ahl al-Bayt, intitolata Makārim al-akhlāq (L'elevatezza morale).